# Тень и кость (телесериал)
«Тень и кость» — сериал компании Netflix, основанный на романах американской фэнтези-писательницы Ли Бардуго «Тень и Кость» и «Шестёрка воронов». Съёмки начались в 2019 году в Будапеште, а завершились в феврале 2020 года. Премьера первого сезона состоялась 23 апреля 2021 года.. 7 июня 2021 года сериал был продлен на второй сезон. В ноябре 2023 года сериал был закрыт после двух сезонов.

## Сюжет
Могущественная страна Равка разделена на две части самой тьмой, где обитают опаснейшие монстры — волькры, и обычный человек не проживет и минуты. Народ называет это место Тенистым Каньоном. Только гриши — маги, практикующие самое разное колдовство, могут противостоять существам оттуда.
Военный картограф Алина с отрядом солдат и гришей была отправлена через Тенистый Каньон из одной части страны в другую. Когда ужасные монстры напали на солдат, а её лучшего друга Мала чуть не растерзали, внутри Алины пробудилась мощная магия, способная спасти страну Равку и её людей от тьмы.

## История создания
В январе 2019 года Netflix анонсировал съёмки сериала, основанного на романах «Тень и Кость» и «Шестёрка Воронов». Режиссёром картины выступил Ли Толанд Кригер («Век Адалин»). В 2021 году вышел первый сезон, состоящий из 8 серий. В числе создателей сериала — сценарист Эрик Хайссерер («Прибытие») и исполнительные продюсеры Шон Леви («Очень странные дела») и Ли Бардуго.
Локации для съёмок выбирались в окрестностях Будапешта и Кестхея (Дворец Фештетич) в Венгрии. Досьёмки проходили в Ванкувере. Бардуго в своём твиттер-аккаунте сообщила, что в июне 2020 года из-за пандемии COVID-19 постпродакшн замедлился, что отодвинуло дату премьеры. Съемки 2 сезона прошли в Будапеште и продлились с января по июль 2022 года.

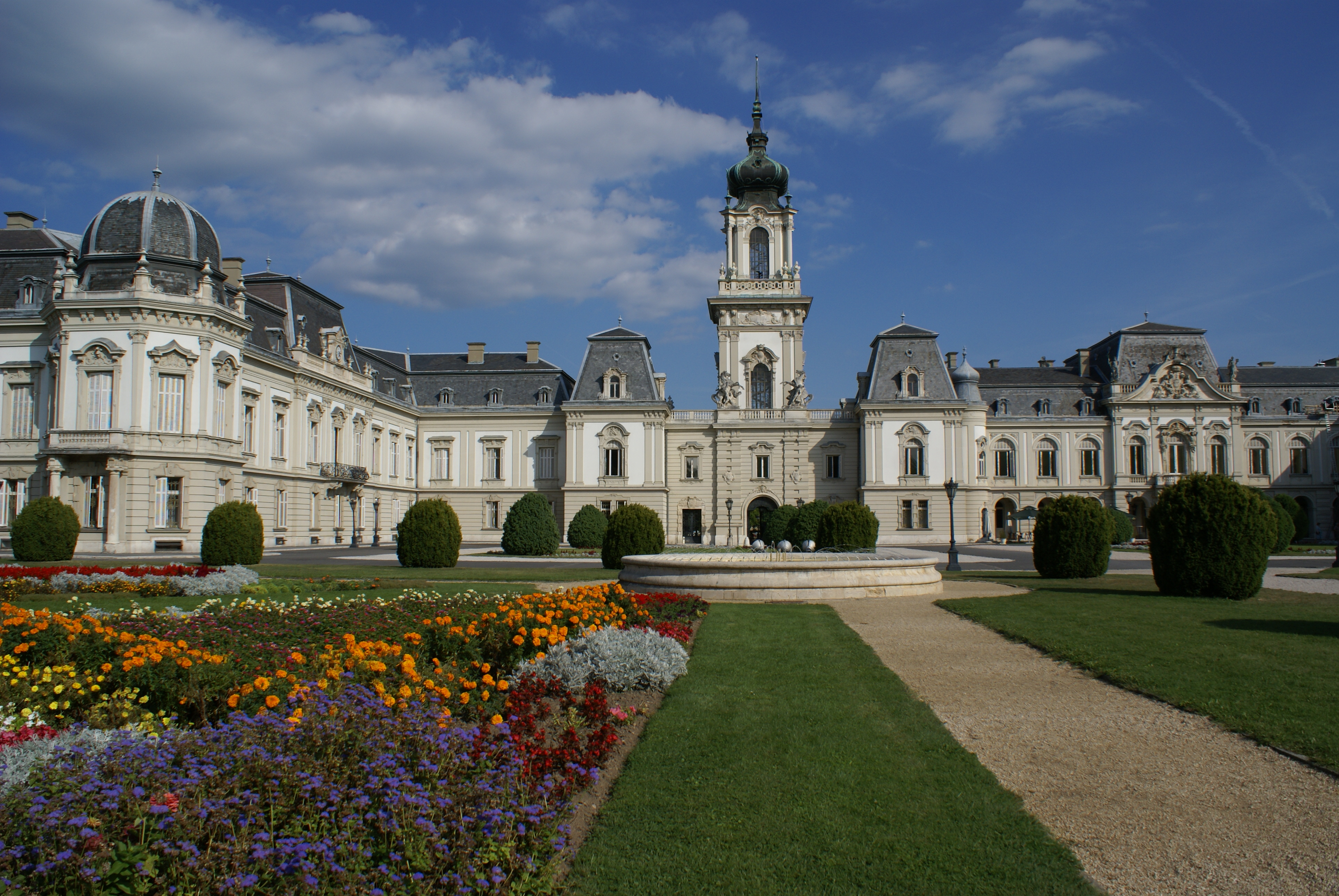
Барочный Дворец Фештетич[англ.] в Кестхее в сериале стал Малым дворцом
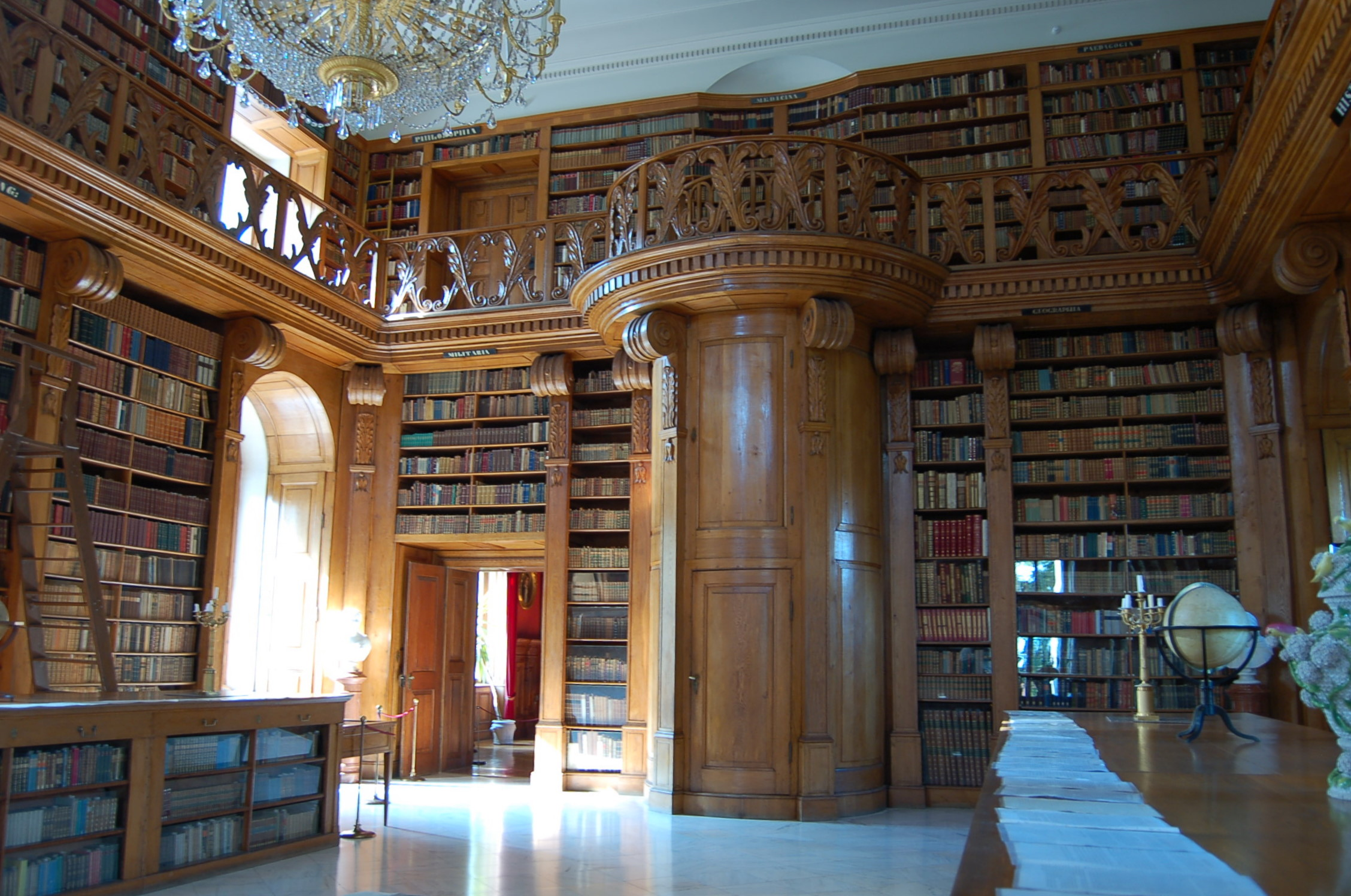
Библиотека во Дворце Фештетич.
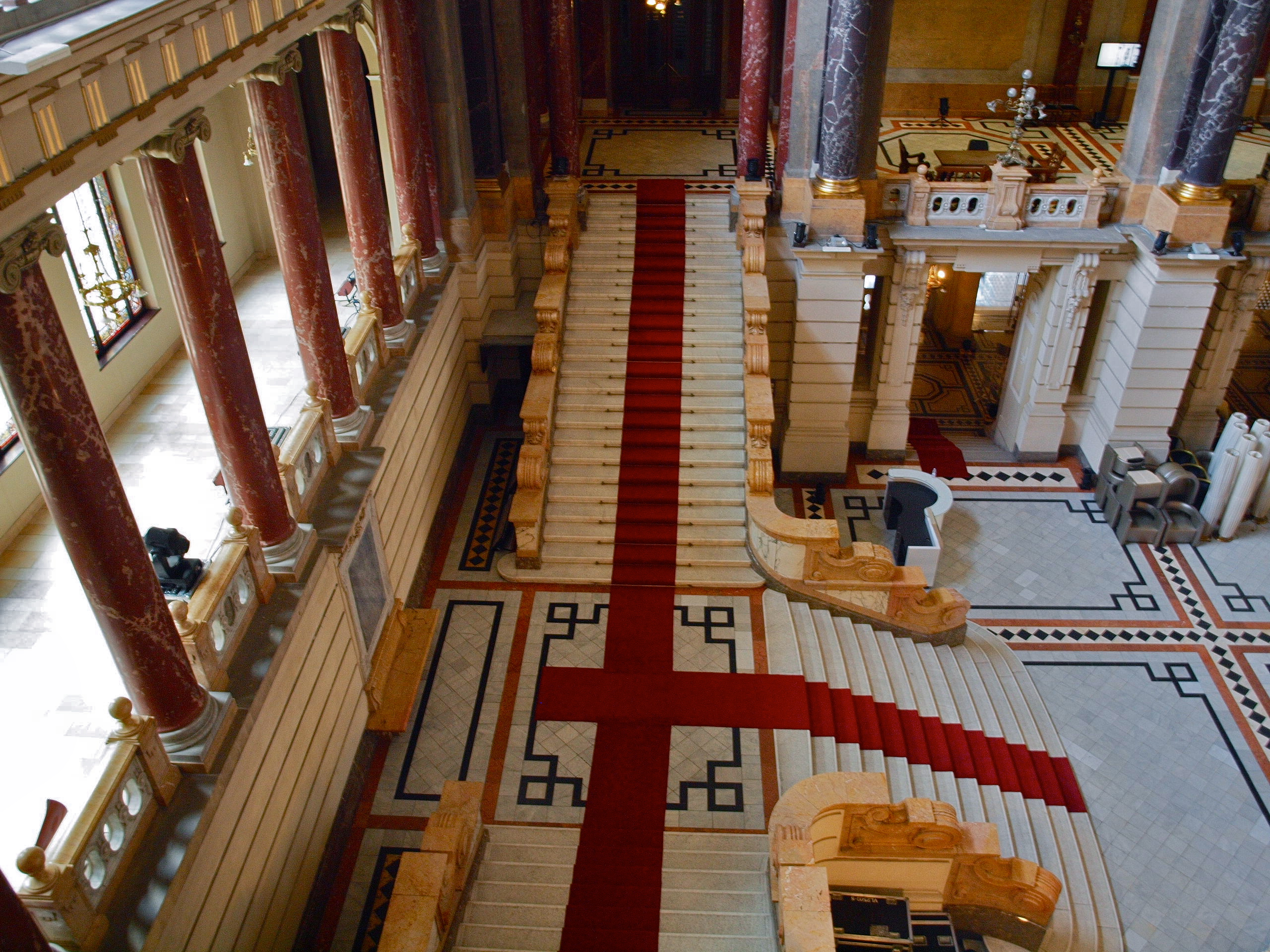
Сцену аудиенции снимали в большом зале Этнографического музея в Будапеште.
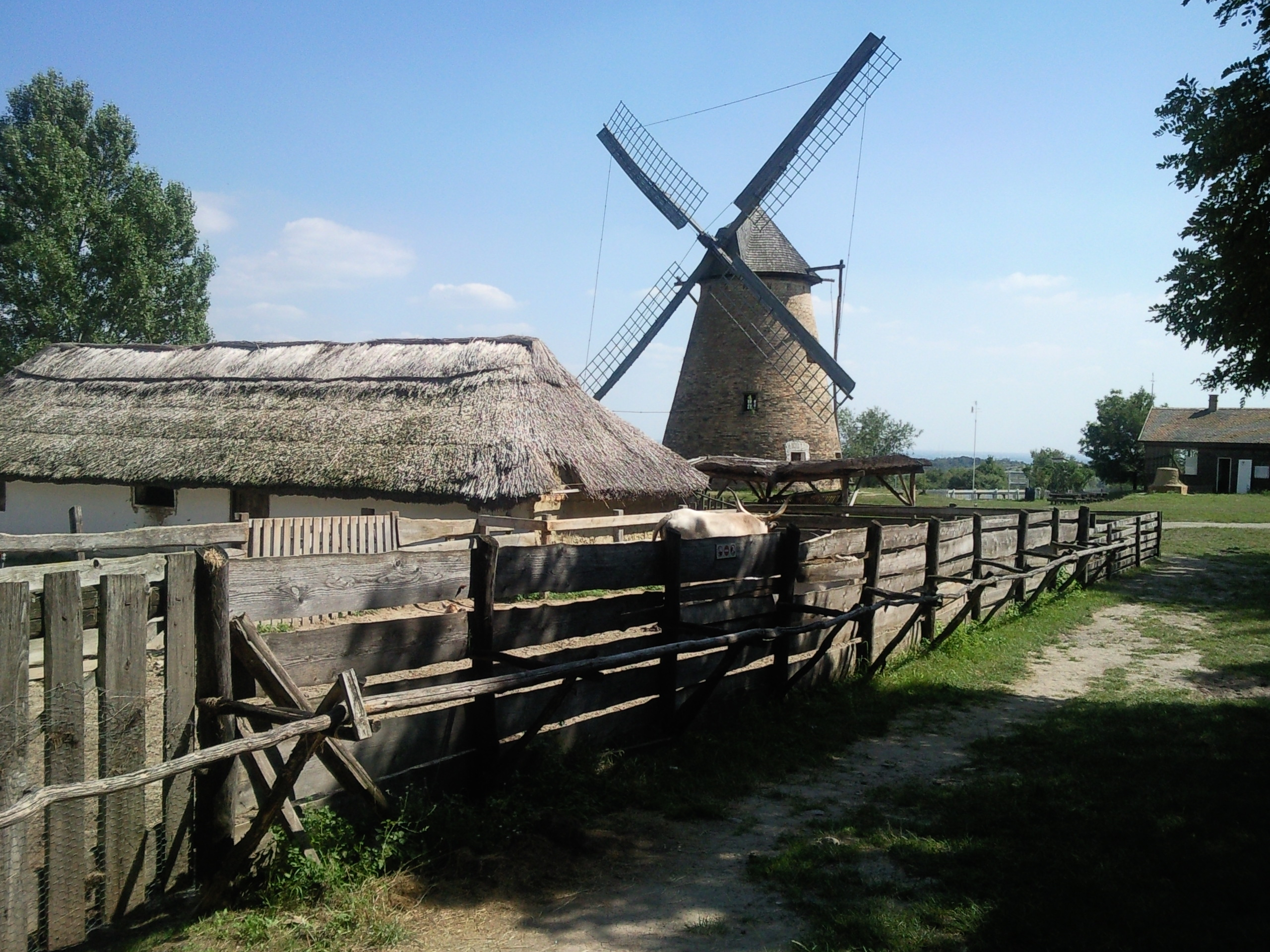
Музей под открытым небом в Сентендре послужил для сериала разрушенной деревней в Черносте.
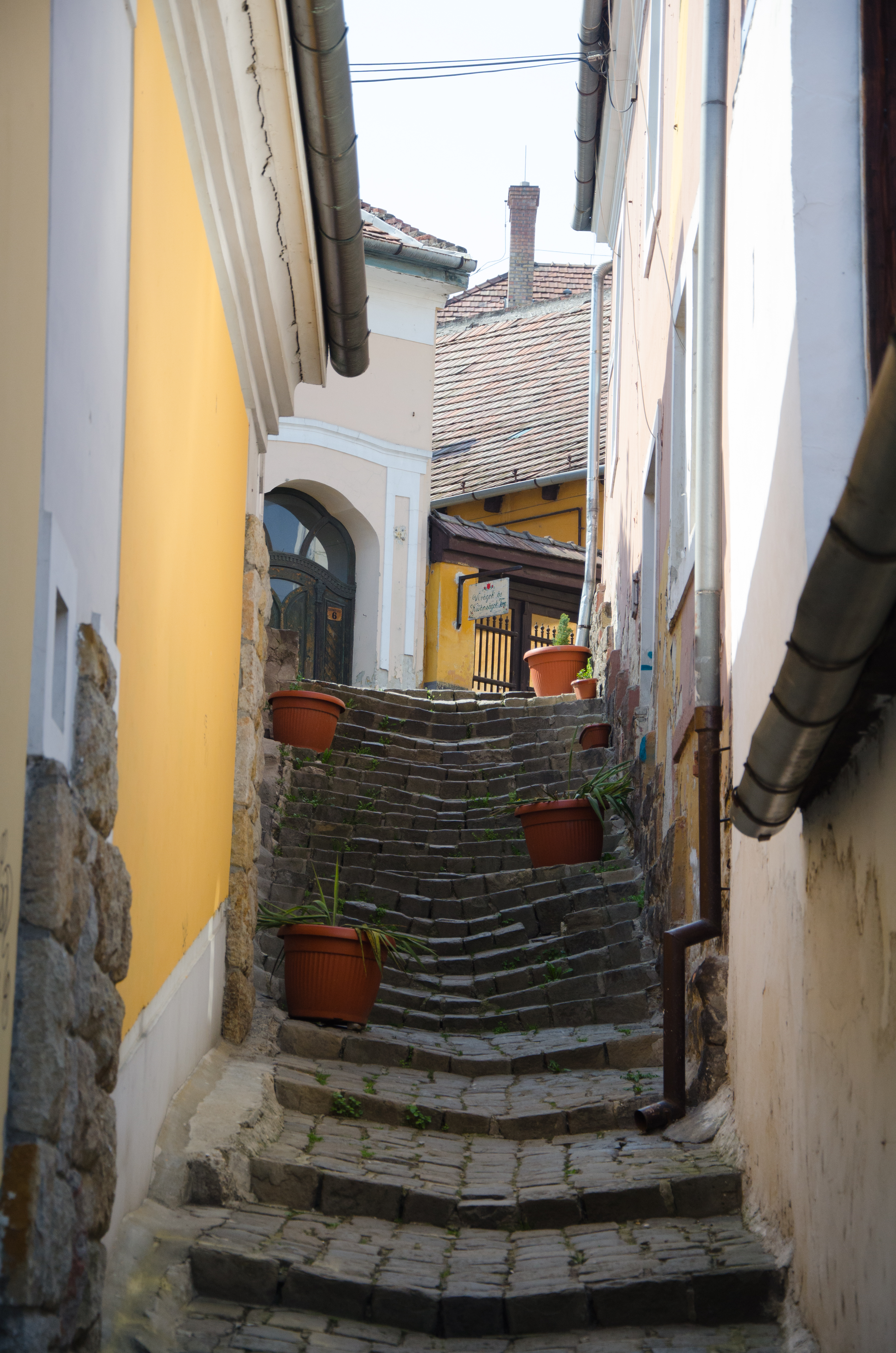
В 6 серии Алина бежит по улицам Ревости, которые снимались в городке Сентендре
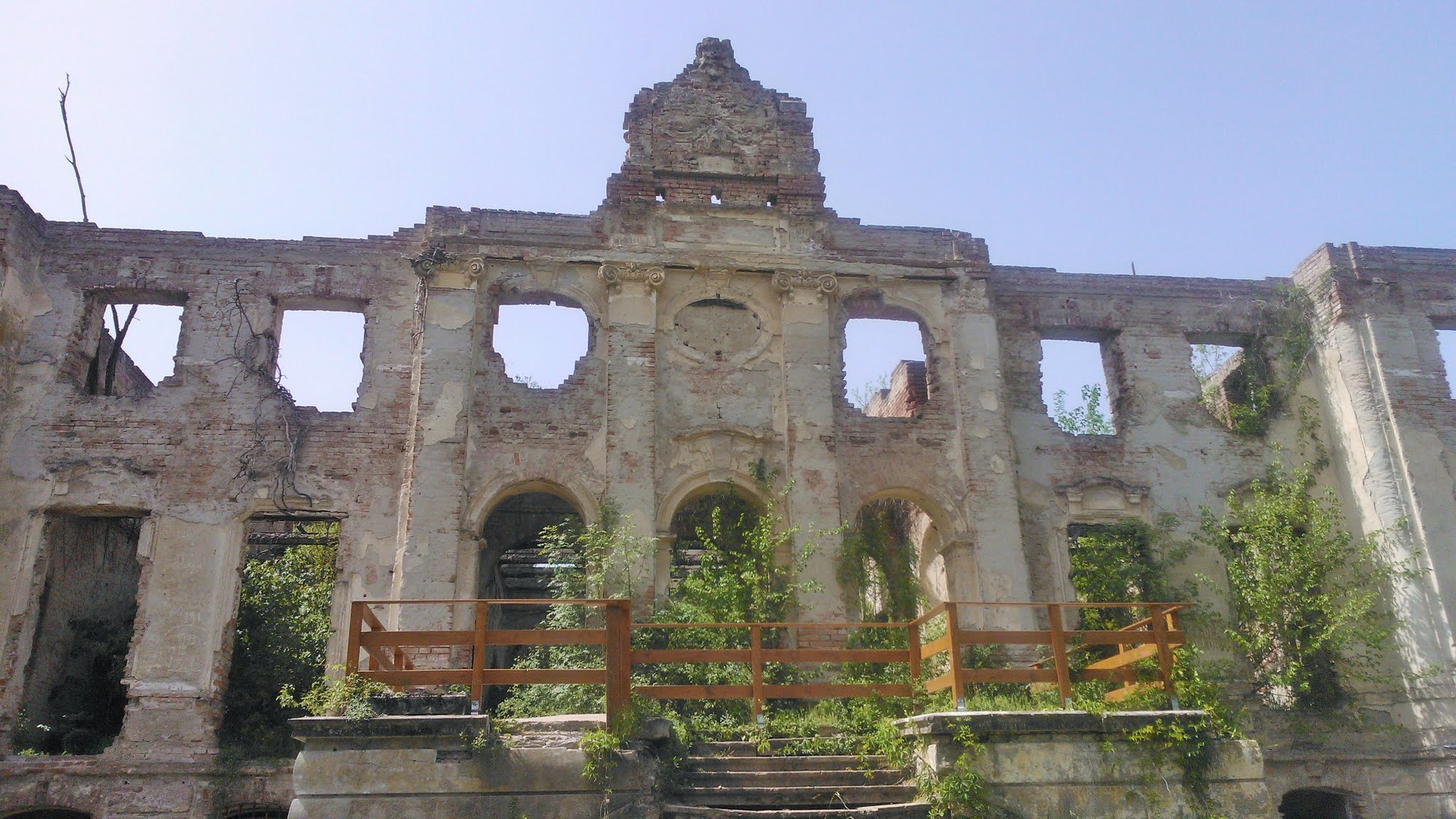
Место, где Кириган создал Тенистый Каньон, снималось у руин усадьбы Сечени-Венкхейм возле Бекешчаба

Музыку к сериалу написал Джозеф Трапанезе за 11 месяцев. В октябре 2020 года Бардуго и Хайссерер продемонстрировали её примеры на Comic Con в Нью-Йорке. 16 декабря 2020 года исполнительный продюсер Джош Барри сообщил, что музыкальные композиции утверждены. Вдохновением для Трапанезе послужила русская и славянская музыка, среди которых Бардуго отметила произведения Сергея Прокофьева и народные песни. Также использовались фрагменты других музыкальных традиций, вроде гамелана.
Лингвисты Дэвид Питерсон и Кристиан Тальманн создали для сериала вымышленный язык.

### В ролях
Кастинг начался в апреле 2019 года с поиском актрисы на роль Алины. 2 октября 2019 года было объявлено, что Ли Толанд Кригер снимет пилотную серию. Актёрский состав сериала сложился из так:

### 1 сезон
- Бен Барнс («Хроники Нарнии», «Дориан Грей») в роли полководца армии гришей Дарклинга;
- Джесси Мей Ли («Всё о Еве») — Заклинательница Солнца Алина Старкова;
- Фредди Картер («Свобода действий», «Пенниуорт») — в роли гениального вора Каза Бреккера;
- Арчи Рено («Путешественники», «По расчёту») — в роли Мала Оретцева, следопыта и лучшего друга Алины Старковой;
- Амита Суман («Аванпост», «Доктор Кто») — в роли Инеж Гафы, помощницы Каза Бреккера;
- Кит Янг — в роли Джеспера Фахи, хитрого и обаятельного стрелка;
- Суджая Дасгупта («Пресса») в роли Зои Назяленской — могущественной шквальной;
- Даниэль Галлиган («Игра Престолов») в роли сердцебитки Нины Зеник;
- Дейзи Хэд («Обвиняемая») в роли Жени Сафиной.

Важные герои книг Николай Ланцов и Уайлен Ван-Экк не показаны в первом сезоне.

### 2 сезон
- Патрик Гибсон — в роли Николая Ланцова
- Джек Вульф — в роли Уайлена Хендрикса (Ван-Экк)
- Льюис Тан — в роли Толи Юл-Батаара
- Анна Леонг Брофи — в роли Тамары Кир-Батаар

## Обзор сезонов
| Сезон | Серии | Серии | Даты показа    | Даты показа    |
| ----- | ----- | ----- | -------------- | -------------- |
| 1     | 8     | 8     | 23 апреля 2021 | 23 апреля 2021 |
| 2     | 8     | 8     | 16 марта 2023  | 16 марта 2023  |

### Сезон 1 (2021)
| № | Название                                                        | Режиссёр         | Автор сценария                  | Дата премьеры  |
| - | --------------------------------------------------------------- | ---------------- | ------------------------------- | -------------- |
| 1 | «A Searing Burst of Light» «Яркая вспышка света»                | Ли Толанд Кригер | Эрик Хайссерер                  | 23 апреля 2021 |
| 2 | «We're All Someone's Monster» «Мы все чьи-то чудища»            | Ли Толанд Кригер | Эрик Хайссерер                  | 23 апреля 2021 |
| 3 | «The Making at the Heart of the World» «Творение в сердце мира» | Дэн Лю           | Деган Фриклинд                  | 23 апреля 2021 |
| 4 | «Otkazat'sya» «Отказники»                                       | Дэн Лю           | Ваня Ашер                       | 23 апреля 2021 |
| 5 | «Show Me Who You Are» «Покажи мне, кто ты»                      | Майрзи Алмас     | М. Скотт Вич и Ник Калбертон    | 23 апреля 2021 |
| 6 | «The Heart Is an Arrow» «Сердце — это стрела»                   | Майрзи Алмас     | Шелли Милс                      | 23 апреля 2021 |
| 7 | «The Unsea» «Неморе»                                            | Джереми Уэбб     | Кристина Стрэйн                 | 23 апреля 2021 |
| 8 | «No Mourners» «Ни траура»                                       | Джереми Уэбб     | Эрик Хайссерер и Деган Фриклинд | 23 апреля 2021 |

### Сезон 2 (2023)
| № | Название                                                            | Режиссёр      | Автор сценария              | Дата премьеры |
| - | ------------------------------------------------------------------- | ------------- | --------------------------- | ------------- |
| 1 | «No Shelter But Me» «Нет приюта для меня»                           | Бола Огун     | Эрик Хайссерер              | 16 марта 2023 |
| 2 | «Rusalye» «Русалия»                                                 | Бола Огун     | Ник Калбертон               | 16 марта 2023 |
| 3 | «Like Calls to Like» «Призыв к любви»                               | Лора Белси    | Донна Торланд               | 16 марта 2023 |
| 4 | «Every Monstrous Thing» «Каждая чудовищная вещь»                    | Лора Белси    | Шелли Милс                  | 16 марта 2023 |
| 5 | «Yuyeh Sesh (Despise Your Heart)» «Юйех Сеш (Презирай свое сердце)» | Карен Гавиола | Кристина Стрэйн             | 16 марта 2023 |
| 6 | «Ni Weh Sesh (I Have No Heart)» «Ни Вех Сеш (У меня нет сердца)»    | Карен Гавиола | Деган Фриклинд              | 16 марта 2023 |
| 7 | «Meet You in the Meadow» «Встретимся на лугу»                       | Майрзи Алмас  | Ваня Ашер                   | 16 марта 2023 |
| 8 | «No Funerals» «Ни похорон»                                          | Майрзи Алмас  | Эрик Хайссерер и Эрин Конли | 16 марта 2023 |

## Оценка критиков
Критики положительно оценили игру актёров, создание мира и визуальные эффекты, что должно порадовать фанатов книжной серии и простых зрителей. Отрицательно отмечены экспозиция и «чрезмерно запутанные» моменты. The Hollywood Reporter дал сериал оценку 2,5 из 5.